# Disphragis jamaicensis
Disphragis jamaicensis är en fjärilsart som beskrevs av William Schaus 1901. Disphragis jamaicensis ingår i släktet Disphragis och familjen tandspinnare. Inga underarter finns listade i Catalogue of Life.